# Céraiste cotonneux
Cerastium tomentosum
Espèce
Classification phylogénétique
Le Céraiste cotonneux (Cerastium tomentosum), également appelé Céraiste corbeille d'argent, Céraiste argenté ou Céraiste tomenteux, est une plante herbacée appartenant au genre Cerastium et à la famille des Caryophyllacées.

## Description
Le Céraiste cotonneux est une plante vivace de 15 à 20 cm de haut. Elle s'étend grâce à ses rhizomes.
Les feuilles opposées, sessiles, sont tomenteuses, c'est-à-dire couvertes de poils soyeux, argentés, crépus et enchevêtrés, formant comme un feutrage blanchâtre. Elles sont linéaires, les plus grandes de 8 mm de large sur 50 mm de long.
L'inflorescence est une cyme bipare portant de 3 à 13 fleurs. Les pédicelles de 10 à 40 mm portent des fleurs blanches de 15-25 mm de diamètre, à 10 étamines et 5 styles, entourés par 5 pétales à deux lobes et un calice dialysépale à 5 divisions. La floraison, très abondante, a lieu en mai-juin. La pollinisation est entomogame.
Le fruit est une capsule cylindrique, denticide, de 10-15 mm, érigée.
C'est une plante très variable, à la fois dans son aire naturelle et par ses cultivars.

## Répartition
Cerastium tomentosum est originaire d'Italie du sud,. Pour certains botanistes, elle serait originaire du Caucase et du sud-est de l'Europe.
Elle s'est naturalisée au Canada, aux États-Unis et en France, où elle est aussi souvent subspontanée.

## Utilisation
Le Céraiste cotonneux est une plante horticole, vivace, de rocaille, formant des tapis argentés denses.
Cette plante est peu exigeante : elle apprécie un sol pauvre, riche en graviers, bien drainé, dans un endroit ensoleillé. Elle s'étend facilement par ses rhizomes.

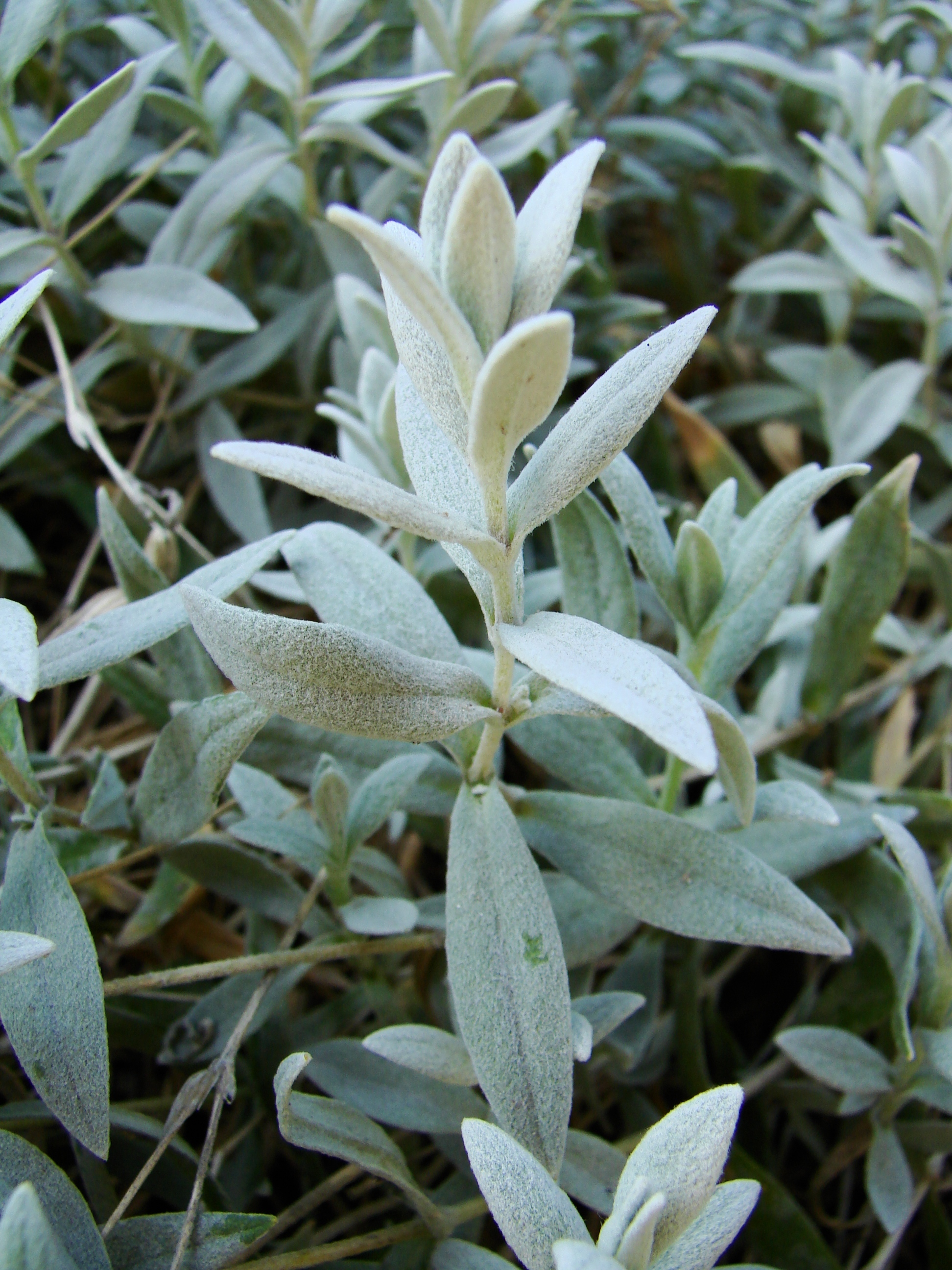
Feuilles
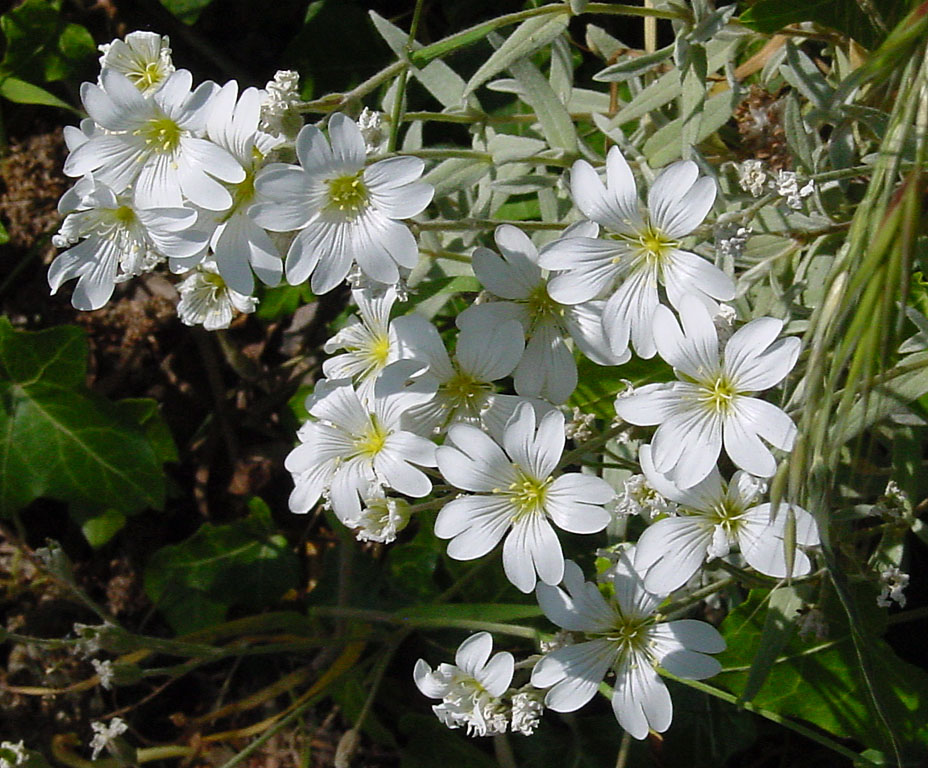
Inflorescence